# Jaroslav Serpan
 (octobre 2021).
Si vous disposez d'ouvrages ou d'articles de référence ou si vous connaissez des sites web de qualité traitant du thème abordé ici, merci de compléter l'article en donnant les références utiles à sa vérifiabilité et en les liant à la section « Notes et références ».
Jaroslav Sossountzov Serpan, né le 4 juin 1922 à Karlštejn près de Prague et mort le 12 mai 1976 dans les Pyrénées ariégeoises, est un artiste franco-tchèque.

## Biographie
Arrivé en France en 1926, Jaroslav Serpan poursuit en 1939 des études à la Sorbonne en biologie et en mathématiques. En 1953, il soutient sa thèse en biologie statistique et enseigne par la suite à l'université Paris VII. Il se passionne pour la peinture et l'écriture, techniques qu'il développe en autodidacte : il mène une double carrière, de professeur et de plasticien.
Au sortir de la Seconde Guerre mondiale, il fonde avec Yves Bonnefoy et Claude Tarnaud la revue La Révolution la nuit.
De 1946 à 1948, il est membre du groupe surréaliste. Il expose lors de la grande manifestation Le Surréalisme en 1947 à la galerie Maeght (Paris).
Il s'éloigne à partir de 1951 du groupe d'André Breton et développe, sous l'influence de Wols et de Michel Tapié, son propre style pictural, bientôt rattaché à l'art informel et à l'abstraction lyrique. Plus tard, il expérimente le collage, la sculpture et la céramique murale.
À partir de 1957, il s'installe au Pecq et commence à exposer à l'étranger.
En 1963, il reçoit le Prix Marzotto (Valdagno) puis la Couronne d’or de l'International Center of Art Research (Turin) fondé par Michel Tapié.
En 1972, il réalise un triptyque pour l'abbaye de Beaulieu-en-Rouergue.
Jaroslav Serpan est porté disparu le 17 mai 1976 suite une randonnée en montagne effectuée dans les Pyrénées ariégeoises. Son corps fut retrouvé en mai 1981.

## Expositions
- 1945 : Salons des Indépendants, Paris
- 1954 : galleria Spazio, Roma, giugno, "caratteri della pittura d'oggi"
- 1955:  galleria Spazio, Roma, settembre, "mostra del pittore Jaroslav Serpan"
- 1957 : galerie Smela, Düsseldorf
- 1958 : galerie van der Loo, Munich
- 1958 : galerie Stadler, Paris
- 1958 : Palais des Beaux-Arts de Bruxelles
- 1958 : galerie Kootz, New York
- 1959 : galerie Hella Nebelung, Düsseldorf
- 1959 : dokumenta II, Cassel
- 1977 : rétrospective, Beaulieu-en-Rouergue
- 1983 : Fondation nationale des arts graphiques et plastiques, Paris
- 1984 : Musée des beaux-arts, Palais Saint-Pierre, Lyon